# Nyúlfélék

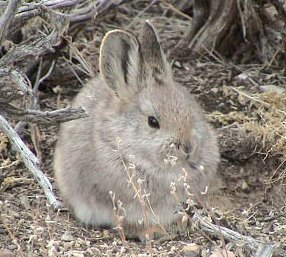
Észak-amerikai törpenyúl (Brachylagus idahoensis)

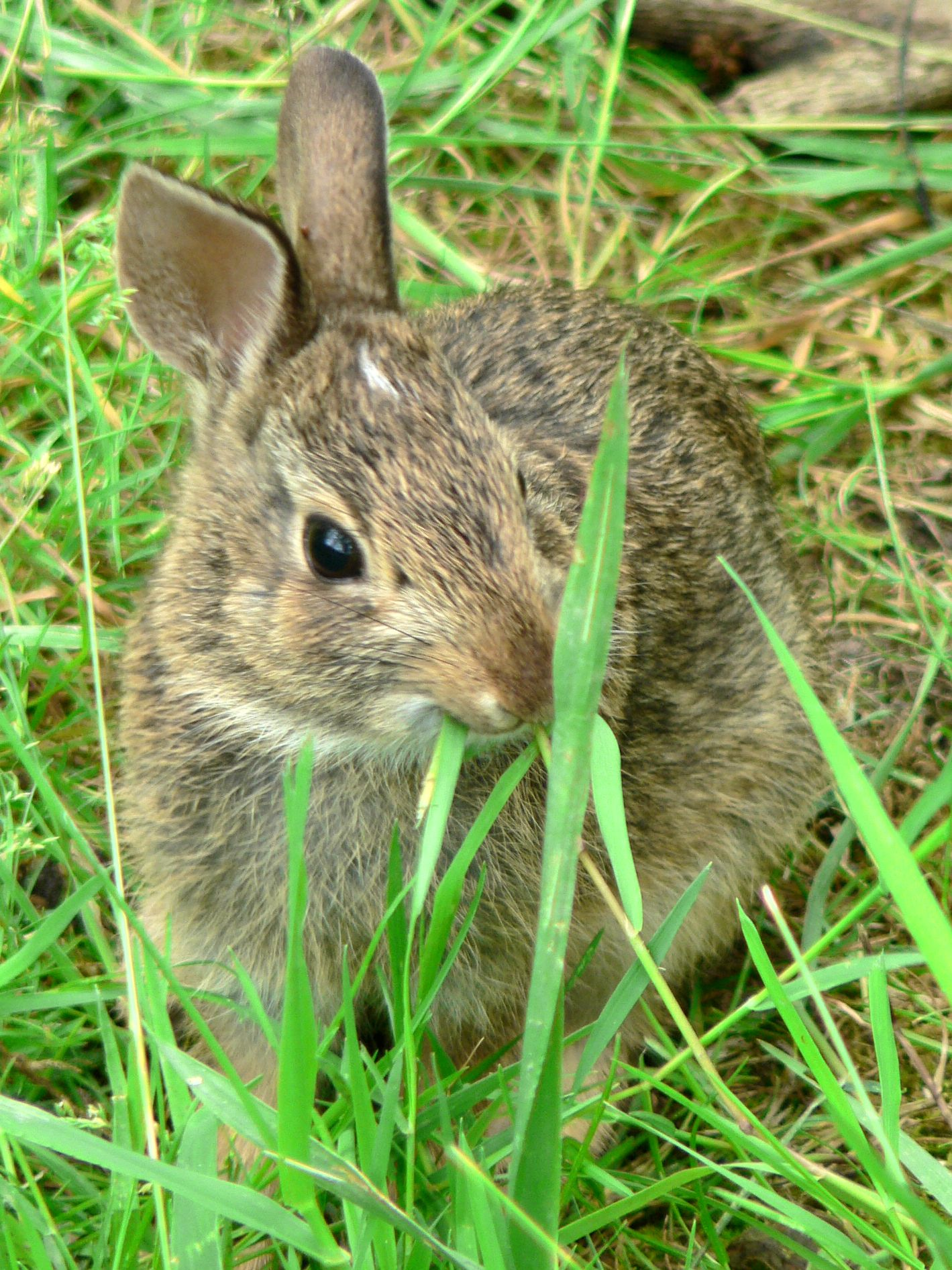
Floridai üreginyúl (Sylvilagus floridanus)

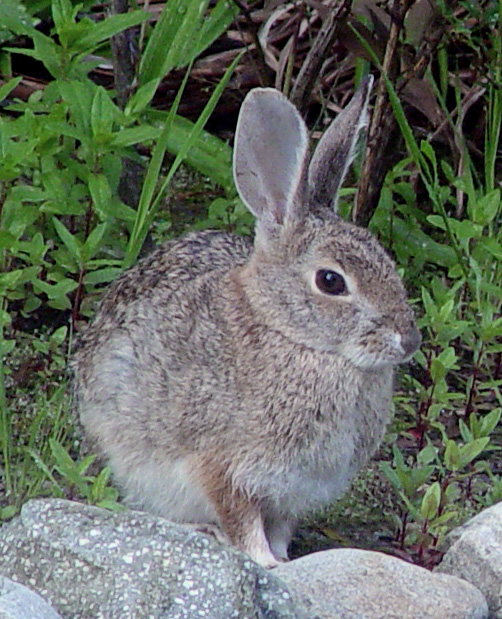
Audubon-vattafarkúnyúl (Sylvilagus audubonii)

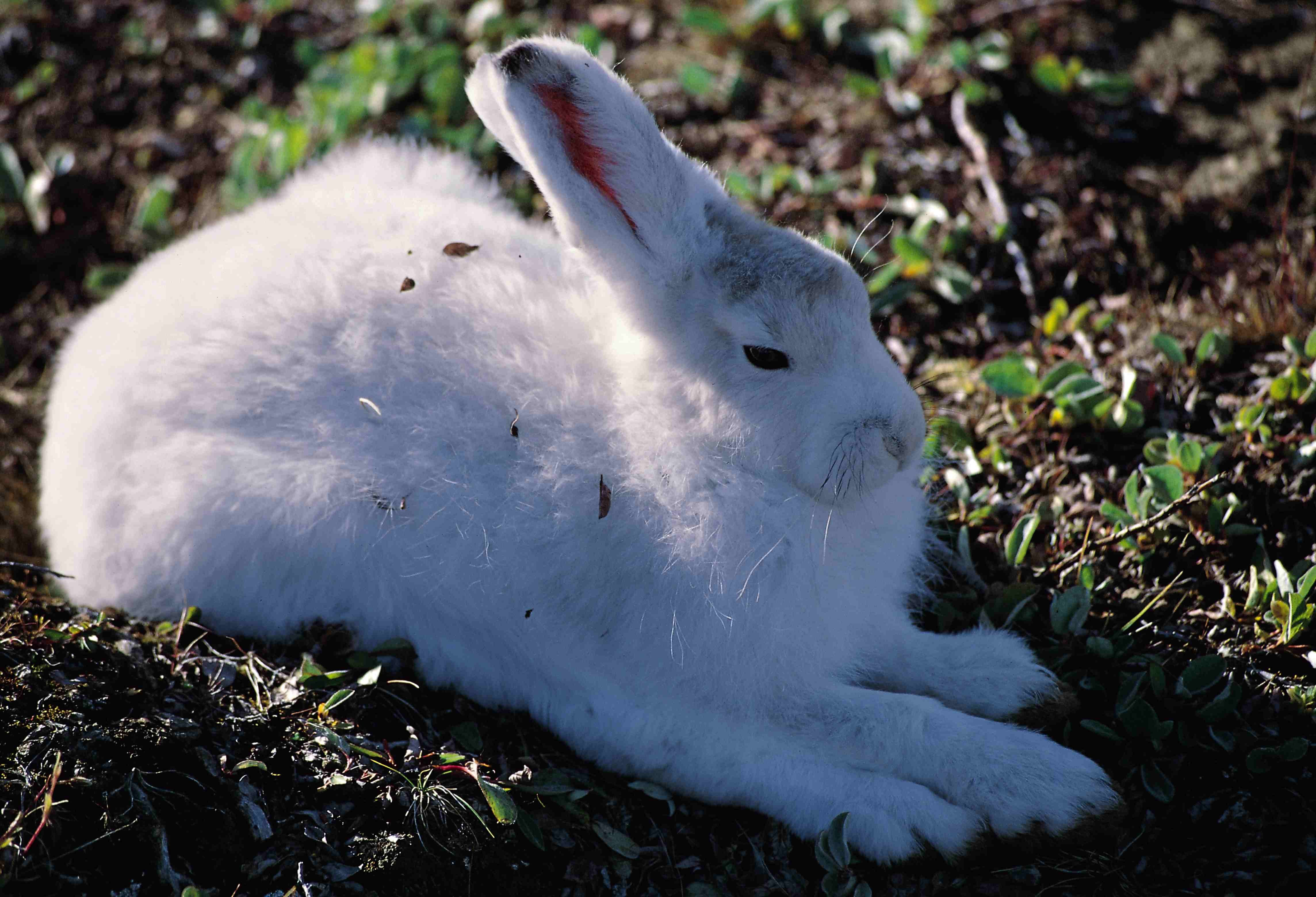
Sarki nyúl (Lepus arcticus)

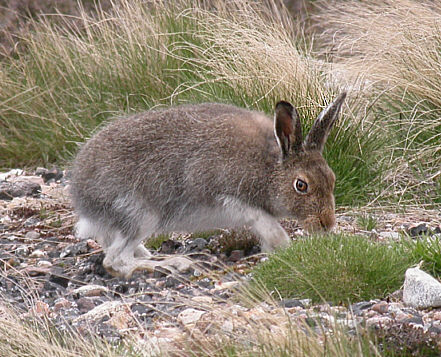
Havasi nyúl (Lepus timidus)

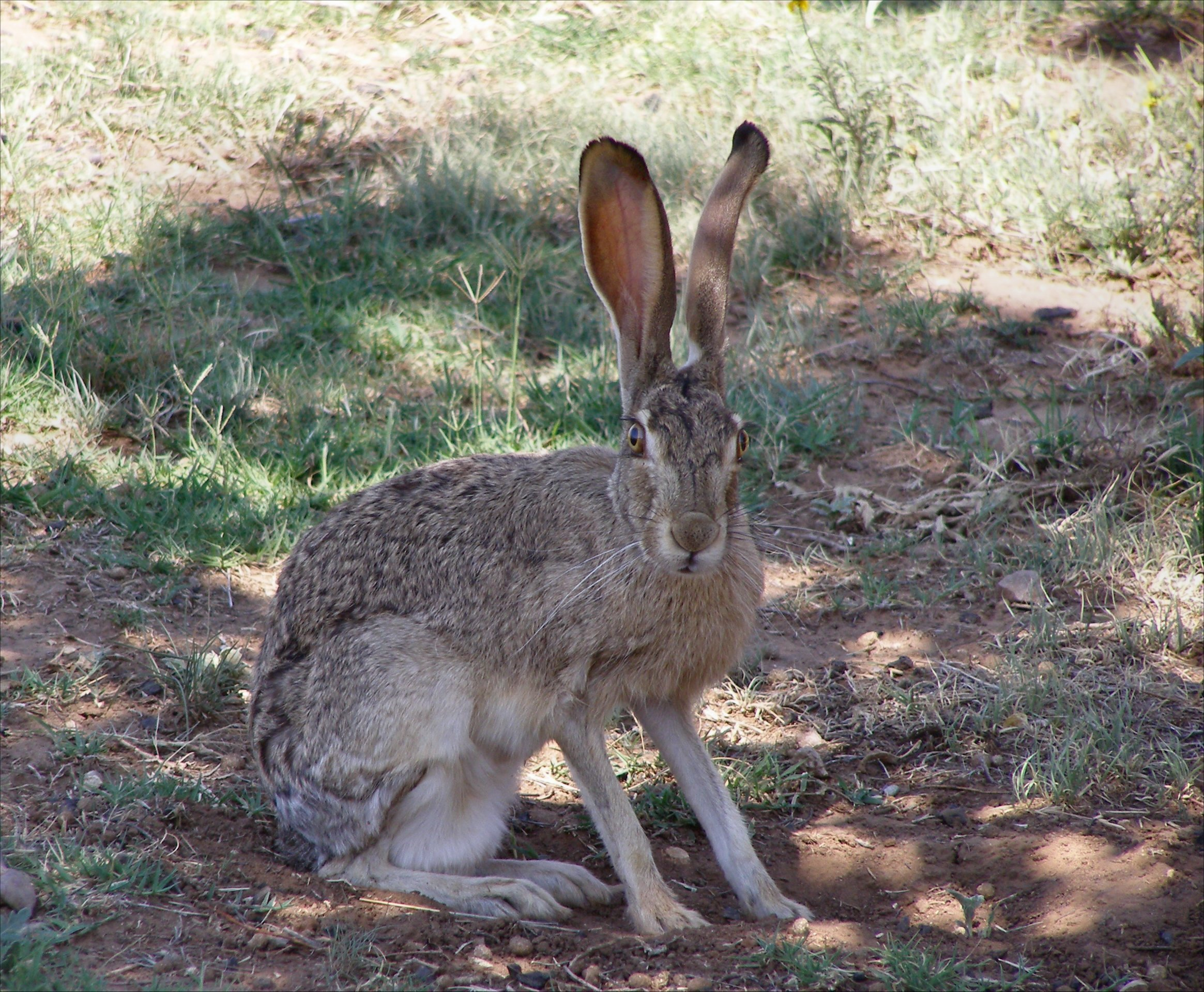
Kaliforniai szamárnyúl (Lepus californicus)

A nyúlfélék (Leporidae) az emlősök (Mammalia) osztályába és a nyúlalakúak (Lagomorpha) rendjébe tartozó család.
A családba 1 élő alcsalád és 2 kihalt alcsalád tartozik. Az élő alcsaládban 11 élő nem, 5 kihalt nem és 61 élő faj van.
A nyúlfélék hímjét baknak nevezik.

A nyulak ivartalanítása 6-12 hónapos koruk közt ajánlott,de fontos, hogy több mint egy kilók legyenek.

## Előfordulásuk
A nyúlfélék az egész Földön őshonosak, kivéve az Antarktiszt és Ausztráliát és Óceániát, ahová az ember telepítette be őket. A betelepített helyeken kártevő állatoknak számítanak, míg az eredeti élőhelyükön számos ragadozó állatnak fő táplálékforrásai. Egyes nyúlfajok végveszélyben vannak.

## Megjelenésük
A nyulak kis és közepes méretű állatok, amelyek a gyors helyváltoztatáshoz alkalmazkodtak. Legfőbb jellemzőik a hosszú hátsó lábak és a hosszú fülek. A hátsó lábakon 4 ujj, míg a rövidebb mellső lábakon 5 ujj található. Talpuk szőrös, hogy ne csússzanak el futás közben. Mindegyik ujjukon erős karmok vannak. Hosszú mozgatható füleikkel igen jól hallanak. Nagy szemük segítségével a nyulak jól látnak még éjjel is, emiatt többségük éjjel vagy alkonyatkor, illetve hajnalkor tevékeny.
Az állatok mérete igen változatos. Az apró észak-amerikai törpenyúltól (Brachylagus idahoensis), amely 25-29 centiméter hosszú és 300 gramm testtömegű, a mezei nyúlig (Lepus europaeus) terjed, amely 50-70 centiméter hosszú és 2500-6500 gramm tömegű is lehet.
A nyúlfélék tápanyagszegény élelmen is egészen jól megélnek: a rendkívül hosszú vakbélben a nyúllal szimbiózisban élő baktériumok ugyanis képesek a cellulóz és egyéb, a nyúl saját emésztőnedveinek ellenálló rostok bontására, és azokat értékes fehérjéik felépítése során hasznosítják. A mezei és az üregi nyúl táplálékszükséglete nagy részét ebből fedezi. Világra jöttükkor még nem rendelkeznek ezzel a fontos adottsággal, így a tápanyagok egy részéhez anyjuk ürülékéből jutnak hozzá. A nyúlfiókák különleges, úgynevezett lágy ürüléket fogyasztanak, amely anyjuk vakbelében képződik, de kifejlett korban már maguk is termelik, és ezzel jelentősen javítják emésztésük hatásfokát. A normális ürülék ezzel szemben egészen más, az ismerős bogyó formában ürül, nincsenek különleges tulajdonságai, legfeljebb csak a territórium megjelölésére szolgál. Az e családba tartozó állatokat zápfogaik alapján első pillantásra a rágcsálókhoz sorolhatnánk. De éppen a fogazatban rejlik a különbség, amelyet a rokonsági kapcsolatok vizsgálata során nagyon is fontosnak ítélnek meg: a nyúlfélék felső állkapcsában a két metszőfog mögött egy második pár is található, a fogzománc ezeket is teljesen körülöleli. A valódi rágcsálóknál csak egy pár metszőfog nő ki, amelyek az alsó állkapocs megfelelő fogaihoz illeszkednek. A külső formát a funkció határozza meg, és nem jelent szorosabb rokonságot, mint ahogy azt a nyúlfélék kövületi maradványai is bizonyítják. A nyúlféléket és rágcsálókat tehát egymással párhuzamosan futó fejlődési ágnak kell tekintenünk (konvergens evolúció). A nyúlfélék fogképlete a következő: {\displaystyle {\tfrac {2.0.3.3}{1.0.2.3}}}

## Életmódjuk
Az állatok sokféle élőhelyhez alkalmazkodtak, köztük a sivataghoz, tundrához, erdőhőz, hegyekhez és mocsarakhoz. A nyúlfélék egy része üregekbe húzódik vissza veszély esetén vagy pihenéskor, ilyen az üregi nyúl, míg a másik része e családnak a futást választja menekülésül, és egész életében a felszínen tartózkodik, ilyen a mezei nyúl.

## Szaporodásuk
A vemhesség fajtól függően 28-50 napig tart. A felszínen lakó nyulak kölykei fejlettebben születnek, mint az üreg lakóké, emiatt a vemhesség tovább tart nekik. A „felszíni” kölykök születésükkor szőrzettel rendelkeznek és nyitott a szemük, míg az „üregi” kölykök csupaszok és vakok. Ha bőséges a táplálékkínálat az élőhelyükön, a nyulak évente többször is ellenek, emiatt számuk az adott helyen drámaian megnő.

## Evolúciójuk
A legidősebb nyúlkövület a késő eocén korszakból származik. Ekkortájt az állatok már jelen voltak Ázsia és Észak-Amerika területén is. Az idő teltével a nyúlfélék egyre gyorsabb állatokká váltak, hátsó lábaik kezdtek meghosszabbodni. Az oligocénben az észak-amerikai Palaeolagus rövid hátsó lábakkal rendelkezett, ami arra hagy következtetni, hogy inkább szaladt és nem ugrott; egyébként nyúlszerű lény volt. Két, még le nem írt és nevezett fosszilis nyúlféle, (egyik Kína területéről, mindegy 48 millió évvel ezelőttről; a másik India területéről, mindegy 53 millió évvel ezelőttről), bokája, olyan ősi vonásokat mutat, hogy egyes tudós szerint a nyúlfélék és a pocoknyúlfélék családjainak különválását korábbra kéne tenni.

## Rendszerezés
A családba többek között az alábbi alcsaládok, nemek és fajok tartoznak:

### Archaeolaginae
Az †Archaeolaginae alcsaládba 22 kihalt nem tartozik:
- †Archaeolagus Dice, 1917
- †Hypolagus Dice, 1917
- †Notolagus Wilson, 1938
- †Panolax Cope, 1874

### Palaeolaginae
A †Palaeolaginae alcsaládba 22 kihalt nem tartozik:
- †Agispelagus Argyropulo, 1939
- †Aluralagus Downey, 1968
- †Austrolagomys Stromer, 1926
- †Aztlanolagus Russell & Harris, 1986
- †Chadrolagus Gawne, 1978
- †Coelogenys Illiger, 1811
- †Gobiolagus Burke, 1941
- †Lagotherium Pictet, 1853
- †Lepoides White, 1988
- †Nekrolagus Hibbard, 1939
- †Ordolagus de Muizon, 1977
- †Paranotolagus Miller & Carranza-Castaneda, 1982
- †Pewelagus White, 1984
- †Pliopentalagus Gureev & Konkova, 1964
- †Pronotolagus White, 1991
- †Tachylagus Storer, 1992
- †Trischizolagus Radulesco & Samson, 1967
- †Veterilepus Radulesco & Samson, 1967
- †Litolagus Dawson, 1958
- †Megalagus Walker, 1931
- †Mytonolagus Burke, 1934
- †Palaeolagus Leidy, 1856

### Valódi nyulak
A valódi nyulak (Leporinae) alcsaládjába 11 élő nem, 6 kihalt nem és 61 élő faj tartozik:
- Brachylagus (Miller, 1900) – 1 faj
  - észak-amerikai törpenyúl (Brachylagus idahoensis)

- Bunolagus (Thomas, 1929) – 1 faj
  - dél-afrikai folyaminyúl (Bunolagus monticularis)

- Caprolagus (Blyth, 1845) – 1 faj
  - sörtés nyúl (Caprolagus hispidus)

- Lepus (Linnaeus, 1758) – 32 faj

- Macrotolagus alnem, 1 faj
  - Allen-szamárnyúl (Lepus alleni)

- Poecilolagus alnem, 1 faj
  - hócipős nyúl (Lepus americanus)

- Lepus alnem, 3 faj
  - sarki nyúl (Lepus arcticus)
  - tundranyúl (Lepus othus)
  - havasi nyúl (Lepus timidus)

- Proeulagus alnem, 8 faj
  - kaliforniai szamárnyúl (Lepus californicus)
  - fehérfarkú nyúl (Lepus callotis)
  - fokföldi nyúl (Lepus capensis)
  - Tehuantepec-nyúl (Lepus flavigularis)
  - Espirito Santo-szigeti nyúl (Lepus insularis)
  - bozóti nyúl (Lepus saxatilis)
  - tibeti nyúl (Lepus tibetanus)
  - sivatagi nyúl (Lepus tolai)

- Eulagos alnem, 10 faj
  - spanyol mezei nyúl (Lepus castroviejoi)
  - jünnani nyúl (Lepus comus)
  - koreai nyúl (Lepus coreanus)
  - korzikai mezei nyúl (Lepus corsicanus)
  - mezei nyúl (Lepus europaeus)
  - ibériai mezei nyúl (Lepus granatensis)
  - mandzsu nyúl (Lepus mandshuricus)
  - gyapjas nyúl (Lepus oiostolus)
  - etióp hegyinyúl (Lepus starcki)
  - prérinyúl (Lepus townsendii)

- Sabanalagus alnem, 2 faj
  - etióp nyúl (Lepus fagani)
  - szavannanyúl (Lepus microtis) - szinonimája: Lepus victoriae

- Indolagus alnem, 3 faj
  - hajnani nyúl (Lepus hainanus)
  - indiai nyúl (Lepus nigricollis)
  - burmai nyúl (Lepus peguensis)

- Sinolagus, 1 faj
  - kínai nyúl (Lepus sinensis)

- Tarimolagus, 1 faj
  - yarkandi nyúl (Lepus yarkandensis)

- Bizonytalan helyzetűek (a Lepus nemen belül, határozatlan alnembe helyezett fajok), 2 faj:
  - japán nyúl (Lepus brachyurus)
  - Lepus habessinicus

- Nesolagus (Forsyth-Major, 1899) – 2 faj
  - szumátrai üreginyúl (Nesolagus netscheri)
  - annami üreginyúl (Nesolagus timminsi)

- Oryctolagus (Lilljeborg, 1874) – 1 faj
  - üregi nyúl (Oryctolagus cuniculus)
    - házi nyúl (Oryctolagus cuniculus domestica)

- Pentalagus (Lyon, 1904) – 1 faj
  - amami nyúl (Pentalagus furnessi)

- Poelagus (St. Leger, 1932) – 1 faj
  - gyepi nyúl (Poelagus marjorita)

- Pronolagus (Lyon, 1904) – 3 faj
  - nagy vörös szirtinyúl (Pronolagus crassicaudatus)
  - Pronolagus randensis
  - vörös szirtinyúl (Pronolagus rupestris)

- Romerolagus (Merriam, 1896) – 1 faj
  - azték nyúl (Romerolagus diazi)

- Sylvilagus (Gray, 1867) – 17 faj

- Microlagus alnem, 1 faj
  - nyugat-amerikai üreginyúl (Sylvilagus bachmani)

- Tapeti alnem, 4 faj
  - mocsári nyúl (Sylvilagus aquaticus)
  - erdei vattafarkúnyúl vagy tapeti (Sylvilagus brasiliensis)
  - mocsári vattafarkúnyúl (Sylvilagus palustris)
  - venezuelai vattafarkúnyúl (Sylvilagus varynaensis)

- Sylvilagus alnem, 9 faj
  - Audubon-vattafarkúnyúl (Sylvilagus audubonii)
  - Manzano-hegyi vattafarkúnyúl (Sylvilagus cognatus)
  - mexikói vattafarkúnyúl (Sylvilagus cunicularius)
  - floridai üreginyúl (Sylvilagus floridanus)
  - Tres Marias-szigeti vattafarkúnyúl (Sylvilagus graysoni)
  - hegyi vattafarkúnyúl (Sylvilagus nuttallii)
  - Appalache-hegységi vattafarkúnyúl (Sylvilagus obscurus)
  - Sylvilagus robustus
  - kelet-amerikai üreginyúl (Sylvilagus transitionalis)

- Bizonytalan helyzetűek (a Sylvilagus nemen belül, határozatlan alnembe helyezett fajok), 3 faj:
  - Costa Rica-i vattafarkúnyúl (Sylvilagus dicei)
  - Omilteme-vattafarkúnyúl (Sylvilagus insonus)
  - San José-üreginyúl (Sylvilagus mansuetus)

- Az alcsalád kihalt nemei:
  - †Alilepus Dice, 1931
  - †Nuralagus Quintana 2011
  - †Pliolagus Kormos, 1934
  - †Pliosiwalagus Patnaik, 2001
  - †Pratilepus Hibbard, 1939
  - †Serengetilagus Dietrich, 1941

## Fordítás
- Ez a szócikk részben vagy egészben  a   Leporidae című angol Wikipédia-szócikk fordításán alapul.  Az eredeti cikk szerkesztőit annak laptörténete sorolja fel. Ez a jelzés csupán a megfogalmazás eredetét és a szerzői jogokat jelzi, nem szolgál a cikkben szereplő információk forrásmegjelöléseként.